# Hladov
Hladov – miejscowość i gmina (obec) w Czechach, w kraju Wysoczyna, w powiecie Igława. W 2022 roku liczyła 169 mieszkańców.